# 藤嶋唯
藤嶋 唯（ふじしま ゆい、1992年3月16日 - ）は、神奈川県出身のAV女優。マークスジャパン所属。

## 来歴
2010年、イメージビデオデビュー。2012年、MAX-A専属でAVデビュー。2013年、「BRW108」に加入。
スカパー!アダルト放送大賞2013の「新人女優賞」と「作品賞」にノミネートされ、メディア賞 SPA!賞を受賞した。
2014年7月、セガのゲーム「龍が如く」のキャラクター出演をかけたセクシー女優人気投票にエントリー。同年8月24日、結果発表。「龍が如く0 誓いの場所」への出演権を逃した。順位・得票数未発表。
「くすぐり」などのSM作品にも参加しており、作品内では非常にくすぐりに弱いことを明かした。

## 出演作品
以下の作品がある。

### イメージビデオ
- 究極乙女（2010年11月26日、メディアフォース）

2011年
- 美少女コレクション（1月21日、メディアブランド）
- 究極乙女 「LOVE ME AGAIN!」（3月25日、ビーエムドットスリー）
- 放課後ロマンティック（5月20日、竹書房）
- 唯が独占（9月30日、彩文館出版）

2012年
- 美白美乳の禁断果実（5月10日、グラッツコーポレーション）
- ヌーディアン魂（10月26日、ヌーディアン魂）

### アダルトビデオ
2012年
- New Comer 現役イメージアイドルAV転身、本番了解!!（2月10日、マックス・エー）- スカパー!アダルト放送大賞2013「作品賞」ノミネート
- 現役イメージアイドル 足先まで感じちゃった（3月9日、マックス・エー）
- ネトラレ 藤嶋唯の淫語セックス（4月13日、マックス・エー）
- Viking 8play 240分スペシャルコース!（5月11日、マックス・エー）
- ハイパーFuck!4本番（6月8日、マックス・エー）
- 熱くて硬いのが欲しいの。（7月27日、マックス・エー）
- 即ズボ!そんな格好だとすぐヤラれちゃうよ!?（8月24日、マックス・エー）
- 暴走快感 汗だく本気SEX 甘く激しく（9月28日、マックス・エー）
- ようこそ!超高級ご奉仕ソープへ 泡姫ゆいがご奉仕いたします（10月26日、マックス・エー）
- RUBBER＆Fetish 〜最強ラバーSEX〜（11月23日、マックス・エー）
- ごめんなさいで快感絶頂 叱られたい（12月28日、マックス・エー）

2013年
- 藤嶋唯のヤリたいヤリすぎ♥男優オーディション!!（1月11日、マックス・エー）
- 出会って2分で即中出し(3月7日、SODクリエイト、SDMT-903)
- 性交依存症の制服少女(4月13日、HERO、HERW-012)
- 凌辱調教物語。～高収入バイト業者に騙され蹂躙されるわたし～(5月23日、オーロラプロジェクト、APAK-058)
- ランジェリーナ ゆい（6月1日、ワンズファクトリー、WANZ069）※ゆい名義
- パイパン×生ハメ中出し×極小モザイク 出会って約5分で即剃毛！ヤリたがり美少女！ AV女優さんとHしよう！Vol.5 藤嶋唯(6月13日、HERO、HERW-017)
- カワイイ契約社員と勤務中にこっそりやっちゃった俺 2(6月20日、アキノリ、FSET-436、他春原未来、秋元美穂)
- 実録 性感エステでガンギマる人妻たち（6月20日、AROUND、MNTR-007、他春原未来、初美沙希)
- バレないように彼女の親友とこっそりヤル！ 8（7月18日、アキノリ、FSET-441、他瀬戸ひまり、向井恋、春原未来）
- 対に手を出してはいけない相手をレズ夜這い 7（8月8日、アキノリ、FSET-444、他波多野結衣、椿かなり、初美沙希、篠宮ゆり、湊莉久、月本るい、桜ちずる）
- ワンズファクトリー2013年上半期総集編8時間（9月1日、ワンズファクトリー、BMW-039、他鷹宮りょう、波多野結衣、東尾真子、つぼみ、上原保奈美、西條るり、土屋慧、椎名ゆな、大槻ひびき、風間ゆみ、乃亜（鳥越乃亜）等）
- 制服美少女と性交 藤嶋唯（9月6日、ドリームチケット、QBD-059）
- MAX-A女教師Special 8時間2枚組（9月13日、マックス・エー、XV-1150、他水樹りさ、ほしの由依、桜ちずる、星月あず、石原美希)
- MAX-A家庭教師Special 8時間2枚組（10月11日、マックス・エー、XV-1158、他瀬名一花、北川夏希、加護芽衣、水樹りさ、ほしの由依、桜ちずる、星月あず、泉星砂、石原美希）
- 肉壷（俺専用） 水泳部 ゆい（10月24日、ラマ、LASE-16）
- 最高級ソープ嬢 究極グラマラス・ソープ 藤嶋唯 入江愛美（11月7日、桃太郎映像出版、TMDD-038）
- 友人の妻はドスケベ家庭教師 藤嶋唯（11月7日、VENUS、VEMA-073）
- 制服美少女の手淫 vol.2（11月8日、ドリームチケット、MXD-021、他篠宮ゆり、吉見りいな、成宮ルリ、野宮さとみ、田丸みく、ほのか美空、夢咲りぼん、上戸そら）
- 痙攣絶頂アクメ監獄 藤嶋唯（11月25日、ダスッ！、DASD-235）
- 近親相姦 エロ尻母 藤嶋唯（12月7日、VENUS、VENU-385）
- 高熱でグッタリとしている女友達の弱った姿に妙に興奮した僕は…(12月11日、プレステージ、RDT-170、他愛須心亜、夏海)
- アンスコ少女をねぶり尽くす 藤嶋唯(12月13日、ラマCOS、COSL-012)
- 義父と連れ子 ～母の目を盗んで犯る成熟した娘と義父の肉欲～ 藤嶋唯(12月19日、ヒビノ、HBAD-238)
- 美少女即ハメ白書 19(12月20日、プレステージ、SHL-019、他上戸そら、結城ちさと、伊藤りな)

2014年
- 新任女教師 マシンバイブ調教×催淫三角木馬×危険日中出し10連発 そのすべてで潮! 潮! 潮! 6（1月9日、サディスティックヴィレッジ）
- お姉ちゃんのリアル性教育（1月16日、グローリークエスト）
- 「ナマで入っちゃった!」 オイル素股でチ○ポをマ○コに擦りつけてたら、気持ち良すぎて生挿入! 中出しセックスまでヤッちゃった風俗嬢たち 4（1月16日、グローリークエスト）他出演：橘優花、倉多まお、波多野結衣、三井倉菜結
- 卒業 III 其ノ参（1月21日、プレステージ）
- 思春期姉妹 家族に内緒の舐め合いレスビアン（2月20日、ヒビノ）共演：夏目優希
- お嬢様クロニクル 16（2月28日、ワンダフル）
- デカ乳マ●コ生中出し お下品すぎる過激風呂（3月7日、桃太郎映像出版）他出演：杏美月、前田優希、みなせ優夏、真木今日子、入江愛美
- 至れり尽くせり究極のKMP学園祭スペシャル 2!!（3月28日、ケイ・エム・プロデュース/おかず。）共演：桜井あゆ、葵こはる、川上ゆう、仲村茉莉恵
- 通学中のチャリパンJKに発情しちゃった俺（4月10日、AKNR）他出演：君野由奈、杉原優
- 危険日直撃!! 子作りできるソープランド 3（4月24日、michiru）他出演：彩城ゆりな、篠田ゆう
- 素人騙し撮り 脱がし屋 美人限定 Vol.19 藤島唯（4月25日、ONE GENERATION）
- 絶対☆美少女 (プラチナ☆ガール)（4月25日、MAX-A）※単体ベスト
- エロ親戚4人と1日で40回も子作り（5月1日、ZUKKON/BAKKON）共演：西條るり、青葉優香、さとう遥希
- 名門お嬢様学園でイジメられ続けた新任教師（5月5日、フリーダム）共演：湊莉久、葵こはる、芹沢つむぎ
- 競泳水着 顔面騎乗（5月5日、フリーダム）他出演：桜井あゆ、芹沢つむぎ、風間ゆみ、大槻ひびき、有村千佳、湊莉久、結城みさ、友田彩也香 他
- 冗談で大人の玩具をプレゼントしたら皆にバレないように使い出したあいつ（5月22日、AKNR）他出演：長瀬涼子、大場ゆい
- 新卒男子の僕は就職した人気の化粧品会社で美人上司のセクハラ放尿便器にされてしまった（5月22日、SOSORU）他出演：水樹りさ、春原未来、横山夏希
- 掃除道具で強制射精させられた 2 ～優等生女子編～（6月5日、フリーダム）他出演：湊莉久、葵こはる、芹沢つむぎ
- 妹にチ●コをじっくり観察されてシコらされた俺（7月5日、フリーダム）他出演：湊莉久、葵こはる、芹沢つむぎ
- オマ●コ露出ビデオ（10月1日、山と空）
- 全発射本物精子 中出し願望 孕みたい女（10月25日、ダスッ!）
- 回春エステでビンビンになった勃起チ○ポをハメちゃうエステ嬢（12月5日、OFFICE K’S）他出演：宮野ゆかな、桜木郁
- パンチラ見てたら挑発オナニーしてきたエロ女たち（12月5日、OFFICE K’S）他出演：伊藤りな、杏咲望、宮野ゆかな、生駒はるな、桜木郁

2015年
- なつこいSEX 浴衣と水着でハメまくり（9月1日、S-Cute）他出演：春原未来、佳苗るか、夏海いく、あやね遥菜、竹内真琴

2016年
- 生まれて初めての金蹴り（1月5日、フリーダム）他出演：相葉レイカ、千星はるか、平原みなみ、相沢恋、大森玲菜、桜井あゆ、有村千佳、阿部乃みく、湊莉久 他
- つややか美人のエッチな誘惑（7月1日、S-Cute）他出演：花咲いあん、早川伊織、牧村ひな

### グラビア
- GRAPHIS NO.1 GRAVUE WEB SITE (2012年8月31日)
- フェチボックス2
- Girlz HIGH!
- デジグラ